# Makgatho Mandela
Makgatho Mandela (26 juni 1950 – 6 januari 2005) was een zoon van Nelson Mandela en zijn vrouw Evelyn Ntoko Mase.
Op 6 januari 2005 meldde Nelson Mandela dat zijn zoon Makgatho Mandela was overleden aan aids. Enkele uren na het overlijden van zijn zoon belegde Mandela een persconferentie om het nieuws wereldkundig te maken, en om aan te dringen op meer openheid over aids; Het is de enige manier waarop dit een gewone ziekte zal worden, net zoals tuberculose en kanker.